# Tom Hammonds
Tom Edward Hammonds (ur. 27 marca 1967 w Fort Walton Beach) – amerykański koszykarz występujący na pozycji skrzydłowego, mistrz świata z 1986.
W 1985 został wybrany do I składu Parade All-American oraz wystąpił w meczu gwiazd amerykańskich szkół średnich McDonald’s All-American.
W 2012 zaczął trenować sporty walki.

## Osiągnięcia
Na podstawie, o ile nie zaznaczono inaczej.

### Koszykarskie
NCAA
- Uczestnik rozgrywek:
  - Sweet Sixteen turnieju NCAA (1986)
  - turnieju NCAA (1986–1989)
- Sportowiec-student roku Georgia Tech (1989)
- Sportowiec roku Georgii (1989)
- Debiutant roku:
  - NCAA (1986)
  - ACC (1986)[3]
- Zaliczony do:
  - I składu:
    - ACC (1988, 1989)
    - najlepszych pierwszorocznych zawodników ACC (1986)

  - III składu All-American (1989 przez NABC)
  - Galerii Sław Sportu – All Sports Association Hall of Fame (2007)
- Drużyna Georgia Tech Yellow Jackets zastrzegła należący do niego numer 20

Reprezentacja
- Mistrz:
  - świata (1986)[4]
  - Igrzysk Dobrej Woli (1986)[5]

### Sporty walki
- Mistrz:
  - Jiu Jitsu Georgia Combative (2013)
  - International Brazilian Jiu Jitsu Federation (IBJJF) Atlanta Open (2013 – dywizja ultra ciężka)
  - IBJJF Pan Am (2014)
  - IBJJF World Championship (2014 – niebieski pas, 2015 – purpurowy pas)